# Озерки (Абайская область)
Озерки (каз. Өзеркі) — село в Жанасемейском районе Абайской области Казахстана. Административный центр Озерского сельского округа. Код КАТО — 101057100.

## Население
В 1999 году население села составляло 2075 человек (1008 мужчин и 1067 женщин). По данным переписи 2009 года, в селе проживали 2082 человека (1011 мужчин и 1071 женщина).